# دوورس
دوورس (به فرانسوی: Douvres) یک کمون در کشور فرانسه است که در canton of Ambérieu-en-Bugey واقع شده‌است.

## خصوصیات
دوورس ۵٫۲۶ کیلومترمربع مساحت و ۹۳۴ نفر جمعیت دارد و ۲۷۰ متر بالاتر از سطح دریا واقع شده‌است.